# INSEAD
INSEAD er en fransk handelshøjskole med afdelinger i  Europa (Fontainebleau, Frankrig), Asien (Singapore), og Mellemøsten (Abu Dhabi). Udover at tilbyde fuldtidsuddannelse i Master of Business Administration, har skolen en lang række forløb som årligt benyttes af personer fra det meste af verden. 

## Historie
Institutionen blev etableret i 1957 som en privat stiftelse i Fontainebleau udenfor den franske hovedstad Paris. Navnet INSEAD kommer oprindeligt fra INStitut Européen d'ADministration des Affaires. I skolens første ti år havde den hovedsæde på Château de Fontainebleau, inden man i 1967 flyttede til det nybyggede 'Europe Campus' ved Fontainebleauskoven.
I 2000 åbnede INSEAD sit første campus udenfor Frankrig, da 53 elever fra 26 lande begyndte på campus i Singapore. I 2007 åbnede man i Abu Dhabi.